# LWS-3 Mewa
Il LWS-3 Mewa (Gabbiano, in lingua polacca) era un aereo da ricognizione monomotore monoplano sviluppato dall'azienda polacca Lubelska Wytwórnia Samolotów di Lublino negli anni trenta. Pur ordinato per la produzione in serie da parte della Polskie Lotnictwo Wojskowe rimase allo stadio di prototipo.

## Storia del progetto
Il velivolo LWS-3 Mewa venne progettato come successore dell'obsoleto velivolo da aerocooperazione Lublin R-XIII. Il primo progetto venne elaborato dall'ingegnere Zbysław Ciołkosz nel 1935, quando lavorava presso la PZL di Varsavia. Il velivolo biposto, designato PZL.40, era di costruzione mista, con cabina di pilotaggio chiusa, dotato di propulsore radiale di produzione nazionale PZL G-1620 Mors da 400 hp (294 kW), o Bristol Pegasus VIII prodotto su licenza dalla PZL. L'aereo era caratterizzato da un disegno moderno, buone prestazioni (velocità massima di 310 km/h, di stallo 70 km/h), e facilità di pilotaggio.
Nel 1936 l'ingegner Ciołkosz divenne capo progettista della fabbrica Lubelska Wytwórnia Samolotów di Lublino ed il progetto del velivolo venne presentato alla direzione della ditta che acconsentì al suo sviluppo. Il primo disegno aveva un'aerodinamica molto curata, che risentìva dell'influenza del precedente velivolo aeroambulanza LWS-2, mentre il progetto delle ali derivava dell'esperienza effettuata su quelle dell'RWD-9, un aereo dotato di ottime capacità STOL (acronimo di Short Take-Off and Landing). Alla fine del 1936 la Polska Lotnictwo Wojskowe emise il requisito per un velivolo destinato all'osservazione diretta del fuoco di artiglieria ed alla ricognizione in profondità, 50–100 km, sul territorio nemico. Nel 1937 Ciołkosz lasciò l'ufficio progettazioni della LWS, dopo un grave incidente avvenuto durante i collaudi del bombardiere LWS-6 Żubr. Il progetto del velivolo da ricognizione assunse ufficialmente la denominazione LWS-3 Mewa, e fu ulteriormente modificato e sviluppato dall'ufficio progettazione della LWS. Il disegno finale venne elaborato dall'ingegnere Jerzy Teisseyre, coadiuvato da Wladyslaw Fiszdonem e Boleslaw Wiśnickim. Per la motorizzazione del velivolo l'ingegner Teisseyre considerò inizialmente il propulsore Hispano-Suiza 14AB da 670 CV (493 kW) adottando poi il motore radiale francese Gnome-Rhône 14M-01 Mars, a 14 cilindri disposti in doppia stella, raffreddati ad aria, erogante 680 CV (500 kW) e dotato di un diametro frontale molto piccolo, 960 mm.
Tale motore, che azionava un'elica bipala lignea Szomański, garantiva il mantenimento di una fusoliera sottile, dotata di bassa resistenza aerodinamica, e l'ottenimento di ottime prestazioni. Tuttavia questo compatto propulsore soffrì sempre di problemi di raffreddamento, praticamente rimasti irrisolti. Il progetto dell'LWS-3 Mewa ottenne il riconoscimento delle autorità militari nei primi mesi del 1937, ed il Dipartimento dell'aeronautica del Ministero della Difesa (Departament Lotnictwa Ministerstwa Spraw Wojskowych in lingua polacca) ordinò alla LWS la costruzione di tre prototipi del velivolo.
La costruzione della cellula fu portata a termine rapidamente, iniziando nella primavera del 1937 e terminando nell'estate dello stesso anno. La cellula del prototipo LWS-3/I fu pronta nell'autunno 1937, ma il primo volo dovette essere rinviato per l'indisponibilità del motore. Il prototipo LWS-3/I volò per la prima volta a Lublino nel novembre 1937, nelle mani del capo collaudatore Władysław Szulczewski. Durante i collaudi effettuati presso la ditta, il prototipo dimostrò poca stabilità longitudinale e laterale, non raggiunse le previste prestazioni e risultò di difficile pilotaggio. Il modello in scala del velivolo venne portato presso la galleria del vento dell'Istituto Aerodinamico di Varsavia, dove emersero seri errori di progettazione. Conseguentemente l'aereo venne riprogettato, con ampliamento dell'impennaggio orizzontale di coda. Così rivisitato il prototipo effettuò un nuovo volo di prova nel marzo 1938 (secondo altre fonti aprile), al termine del quale, a causa delle superficie fangosa dell'aeroporto si piantò in verticale danneggiando l'elica. Tuttavia le modifiche apportate migliorarono di molto l'aereo, caratterizzato da una corta corsa di decollo ed atterraggio, e da un'ottima velocità, sia massima che di salita. Ad esempio ad un'altitudine di 3 600 m il velivolo raggiunse una velocità massima superiore a quella di un caccia PZL P-11c. Il 28 settembre 1938 il primo prototipo LWS-3/I effettò i collaudi militari presso l'Instytucie Technicznym Lotnictwa, confermando eccellenti doti di decollo ed atterraggio corti, uniti ad un'alta velocità massima. Tra il 25 novembre e l'11 dicembre dello stesso anno il velivolo venne esposto, sotto la denominazione PZL Mewa, presso il XVI Salone Internazionale dell'aeronautica di Parigi-Le Bourget. Dopo la mostra il prototipo venne ridesignato LWS-3/Im ed impiegato per ulteriori sperimentazioni. I test operativi evidenziarono che il montaggio e lo smontaggio delle armi posizionate nelle gambe del carrello non erano pratici. Le deformazioni delle gambe dovute alle sollecitazioni in fase di atterraggio compromettevano l'allineamento delle mitragliatrici, così che i colpi successivi risultavano fuori bersaglio.
Nell'autunno 1938 volò anche il secondo prototipo, designato LWS-3/II, e dotato di motore Gnome-et-Rhone GR.14M-05. Tale velivolo utilizzava un sistema manuale di abbassamento dell'impennaggio di coda, progettato dagli ingegneri Teisseyre e Augustyn Bobek-Zdaniewski, utilizzato per migliorare l'efficacia del fuoco difensivo posteriore. Il secondo prototipo effettuò i collaudi militari nella primavera del 1939 e l'uso di tale dispositivo garantiva un illimitato campo di tiro verso la parte posteriore. L'aereo risultava più agile e usciva più rapidamente dalla vite. A causa della fretta nell'avvio della produzione in serie l'uso della coda mobile venne abbandonato nella prima serie. Dopo il completamento dei test il dispositivo venne smontato e ripristinata la classica coda. I test evidenziarono che tale sistema era di difficile uso e richiedeva molto tempo per essere attuato. I programmi di produzione prevedevano il ripristino di tale dispositivo a partire dalla seconda serie costruttiva. Il terzo prototipo, designato LWS-3/III, volò per la prima volta nell'autunno 1938.. Esso disponeva di un diverso cofano motore, presa d'aria modificata, elica tripala metallica a passo variabile in volo e vetro della cabina di pilotaggio rimodellato. Il terzo prototipo superò le prove di volo presso lo Squadron Sperimentale dell'Istituto Tecnico dell'Aviazione (Instytutu Technicznego Lotnictwa) a Varsavia alla fine del 1938.

### La versione LWS-7 Mewa II
Nel 1939 l'ufficio tecnico della LWS elaborò il progetto relativo al nuovo ricognitore LWS-7 Mewa II. Prima dello scoppio della guerra era stato costruito solo un modello aerodinamico. I disegni dell'LWS-7 vennero portati nel settembre 1939 all'ambasciata polacca in Romania dal direttore tecnico della LWS, Aleksander Sipowicz. Molte pubblicazioni sostengono che furono successivamente consegnati ai bulgari, ma le fonti in merito non sono chiare ed anche la somiglianza esteriore del velivolo da ricognizione bulgaro KB-11 Fazan sarebbe casuale e non frutto di progetti tra loro legati.

### Esportazioni
Alla sua apparizione il ricognitore LWS-3 suscitò notevole interesse. Nell'aprile 1939 la Vazhdushnite na Negovo Velichestvo Voiski (forze aeree bulgare) chiese informazioni per l'acquisto di 60 velivoli LWS-3B Mewa. Il contratto per l'acquisto di 48 aerei, equipaggiati con propulsore Fiat A74RC38, venne firmato il 3 giugno 1939. Le consegne dovevano avvenire tra la fine del 1939 e l'inizio del 1940, ma lo scoppio della guerra pose fine ad ogni ulteriore sviluppo. La Svizzera si interessò all'acquisto della licenza di produzione, mentre nel giugno 1939 l'Egitto ordinò due LWS-3 con consegna per la fine del mese di settembre dello stesso anno, ma nessun velivolo fu mai consegnato.
Al termine delle operazioni belliche in Polonia, le autorità tedesche si impossessarono di numerosi esemplari incompleti di LWS-3, ma nessuno di essi fu mai completato e le cellule incomplete vennero successivamente demolite. Un esemplare rimase brevemente esposto in una mostra di cimeli bellici a Lublino, per essere poi trasferito in Germania, venendo successivamente demolito.

## Tecnica
L'aereo era un ricognitore dotato di configurazione convenzionale, monoplano ad ala alta quasi a gabbiano, di costruzione mista in legno e compensato, ricoperta in tela, collegata alla fusoliera da due montanti a V. La fusoliera era anch'essa di costruzione mista in acciaio e legno, ricoperta in compensato e tela. Gli alettoni ed i flap erano in tubo d'acciaio saldato, ricoperto di tela. L'impennaggio di coda era monoderiva. Il carrello di atterraggio principale era triciclo posteriore fisso, con le gambe anteriori a V ricoperte da carenature aerodinamiche, mentre il ruotino di coda era fisso e carenato. Le gambe principali erano dotate di ammortizzatori oleopneumatici PZL.
Il propulsore erano un motore radiale Gnome-Rhône 14M-05 a 14 cilindri, raffreddati ad aria, erogante la potenza di 660 CV (492 kW) a 2 850 giri/minuto e 3 650 m ed azionante un'elica tripala metallica a passo variabile in volo. La potenza massima erogabile era di 730 hp (492 kW) a 3 135 giri/minuto e 3 500 m, La capacità carburante era pari a 380 litri, contenuti in serbatoi posizionati nelle ali.
L'equipaggio era composto da due persone, un pilota e un operatore radio-mitragliere, alloggiati in tandem all'interno di un abitacolo completamente chiuso. L'equipaggiamento standard comprendeva: radio AVA N2L/O, macchina fotografica, lanciarazzi, razzi illuminanti, lampade di segnalazione ed impianto elettrico.
L'armamento si componeva di un due mitragliatrici fisse PWU Wz.36 da 7,92 mm posizionate sulle gambe anteriori del carrello, sparanti al di fuori del disco dell'elica. La mitragliatrice PWU wz.37 da 7,92 mm brandeggiabile in postazione dorsale, era alloggiata all'interno della fusoliera per migliorare l'efficienza aerodinamica.

## Impiego operativo
Il bilancio di previsione per gli anni 1938-1939 del Dipartimento dell'aviazione prevedeva l'acquisto di 150 velivoli LWS-3A Mewa (o "Mewa A"), ma la fabbrica ricevette ordine di preparare una produzione di 200 unità. L'inizio della produzione in serie doveva avvenire nel marzo 1939, con l'inizio dell'assemblaggio dei primi 30 esemplari nel giugno dello stesso anno. Purtroppo vi furono problemi con le consegne dei propulsori, che spesso risultavano incompleti. Alla fine del mese di agosto circa 30 velivoli quasi completi si trovavano presso la LWS di Lublino. Di essi 2 erano pronti al volo di collaudo, 10 erano completi ma senza il mozzo delle eliche, 5 erano nel reparto verniciatura, e 10 all'assemblaggio finale. In più vi si trovavano 17 fusoliere complete, e 13 in varie fasi di assemblaggio. Un'ulteriore versione appositamente concepita, designata LWS-3H, venne ordinata dalla direzione della Marina Militare (Morskiego Dywizjonu Lotniczego) per equipaggiare uno squadrone da ricognizione. Gli aerei dovevano entrare in servizio probabilmente nella primavera del 1940.
I primi esemplari di serie destinati alla Polska Lotnictwo Wojskowe dovevano essere consegnati ai reparti operativi nell'estate del 1939, ma a causa di problemi legati ai mozzi delle eliche, che dovevano essere acquistati in Francia, i primi due aerei furono pronti solamente allo scoppio della seconda guerra mondiale, il 1º settembre 1939. Poco prima dello scoppio del conflitto si pensò di equipaggiare con tali velivoli la 43 Eskadra Obserwacyjna, ma il progetto fu subito abbandonato per l'evolversi sfavorevole della situazione. I primi due aerei, già pronti, vennero requisiti dalle autorità militari, uno andò distrutto durante il bombardamento tedesco effettuato sull'aeroporto di Lublino il 2 settembre 1939, mentre la sorte dell'altro non è nota. I velivoli incompleti vennero evacuati dalla fabbrica e nascosti parte nel parco Bronowieckiem di Lublino, e parte in un bosco vicino alla strada per Krasnystaw. Alcuni degli aerei già completi furono dotati di eliche lignee a passo fisso Pohorece e trasferiti ai reparti operativi.
Due aerei furono consegnati alla 26 Eskadra Obserwacyjna, appartenente all'Armata Cracovia il 12 settembre 1939, sull'aeroporto di Medyka vicino a Przemyśl. Uno degli aerei si schiantò durante un atterraggio notturno sull'aeroporto di Medyka, mentre il secondo venne incendiato il 17 settembre sull'aeroporto di Zagwóźdź, nei pressi di Stanislaviv, per l'impossibilità di essere evacuato. La 23 Eskadra Obserwacyjna ricevette due velivoli LWS-3 il 15 settembre. Non è chiaro se qualcuno di questi aerei era armato. Un velivolo andò perso durante l'evacuazione di Pinsk, mentre l'altro si rifugiò in Romania prima della capitolazione polacca, il 17 settembre. Secondo l'autore Andrzej Glass L'aereo continuò a volare in Romania fino al 22 giugno 1941, totalizzando 15 ore di volo, per essere poi demolito per ricavarne parti di ricambio.
Dopo lo scoppio della guerra il prototipo LWS-3/1 venne trasferito dall'ITL di Varsavia alla 24 Eskadra Rozpoznawcza di Luc'k, il 15 settembre. Il 17 settembre l'aereo, con equipaggio composto dal pilota Gerard Ranoszek e dall'osservatore Feliks Sobieralski eseguì una missione di ricognizione contro le unità sovietiche avanzanti. Volando intorno a Horodenka il pilota vide un'unità di cavalleria sovietica e andò all'attacco. Il velivolo fu danneggiato da aerei nemici ed effettuò un atterraggio di fortuna. L'equipaggio incendiò l'aereo per impedirne la cattura, dandosi poi alla fuga con successo.

## Versioni
- LWS-3/I: primo prototipo, dotato di motore Gnome-Rhône 14M-01 erogante 660 hp (485 kW). la velocità massima registrata fu di 335 km/h, invece dei previsti 360 km/h.
- LWS-3/II: secondo prototipo dotato di impennaggio di coda abbassabile manualmente, tramite un meccanismo a manovella, per aumentare l'angolo di tiro della mitragliatrice posteriore.
- LWS-3/III: terzo prototipo dotato di motore Gnome-Rhône 14M-05, diversa capottatura NACA del motore, presa d'aria modificata, elica tripala metallica a passo variabile in volo, e vetro della cabina di pilotaggio rimodellato. Fu considerato il modello per la produzione in serie.
- LWS-3A Mewa (Mewa A): prima versione di serie, ordinata in 200 esemplari. La prima serie di trenta velivoli era quasi pronta allo scoppio della seconda guerra mondiale.
- LWS-3B Mewa (Mewa B): versione di serie prevista per la Bulgaria, dotata di propulsore Fiat A.74RC.38 erogante 860 hp (640 kW).
- LWS-3H (hydro): prevista versione di serie per l'aviazione di marina polacca. Nessun esemplare realizzato.
- LWS-7 Mewa II: previsto sviluppo dell'LWS-3, dotato di nuove ali, fusoliera con struttura a semimonoscocca, propulsore PZL Pegaz XX (Bristol Pegasus XX costruito su licenza) o del nazionale PZL Legwan a 8 cilindri, erogante 900 hp (750 kW), e progettato dall'ingegnere Jerzy Belkowski. La velocità massima prevista era di 420 km/h[1].

## Utilizzatori
Bulgaria
- Văždušnite na Negovo Veličestvo Vojski

 Polonia
- Siły Powietrzne

### Pubblicazioni
- Białkowski, Rafał Kosztowna pomyłka? Geneza lotnictwa towarzyszącego w Polsce cz. 2. „Lotnictwo”, 4/2011, s. 88-93, Warszawa: Magnum X. ISSN 1732-5323.